# História dos hospitais
A história do hospital teve início na antiguidade com hospitais na Grécia Antiga, no Império Romano e também no subcontinente indiano, começando com precursores nos templos de Asclépio na Grécia Antiga e depois nos hospitais militares na Roma Antiga. Os templos gregos eram dedicados aos doentes e enfermos, mas não se pareciam em nada com os hospitais modernos. Os romanos não tinham hospitais públicos e esse tipo de hospital não existiu até o período cristão. No final do século IV, a "segunda revolução médica" ocorreu com a fundação do primeiro hospital cristão no Império Bizantino por Basílio de Cesareia e em poucas décadas esses hospitais se tornaram onipresentes na sociedade bizantina.
O hospital passaria por desenvolvimento e progresso nas sociedades bizantina, medieval europeia e islâmica do século V ao XV. A exploração europeia levou hospitais para as colônias da América do Norte, África e Ásia. O Hôtel-Dieu, fundado em 1443 por Nicolas Rolin e Guigone de Salins, é considerado o hospital mais antigo em funcionamento atualmente. Originalmente uma instituição de caridade para os pobres, ele agora é um museu conhecido por sua arquitetura. Por outro lado, o hospital de Mihintale, no Seri Lanca, fundado no século IV a.C., detém o título de hospital mais antigo de todos, embora possa não estar em sua forma original. Servindo aos monges e à comunidade local, ele representa os primeiros avanços nas práticas de saúde.
Os primeiros hospitais chineses e japoneses foram estabelecidos por missionários ocidentais no século XIX . No início da era moderna, o cuidado e a cura se transformariam em um assunto secular no Ocidente para muitos hospitais. Durante a Primeira e a Segunda Guerra Mundiais, muitos hospitais militares e inovações hospitalares foram criados. Os hospitais administrados por governos aumentaram na Coreia, no Japão, na China e no Oriente Médio após esta última guerra. No final dos anos 1900 e no século XXI, redes de hospitais e organizações governamentais de saúde foram formadas para gerenciar grupos de hospitais a fim de controlar custos e compartilhar recursos. Muitos hospitais menores e menos eficientes no Ocidente foram fechados porque não podiam ser mantidos.

## Antiguidade
As primeiras instituições documentadas com o objetivo de oferecer curas foram os antigos templos egípcios. Na história antiga, os hospitais foram documentados na Grécia, em Roma, no subcontinente indiano e na Pérsia. Nas culturas antigas, a religião e a medicina estavam ligadas.

### Grécia

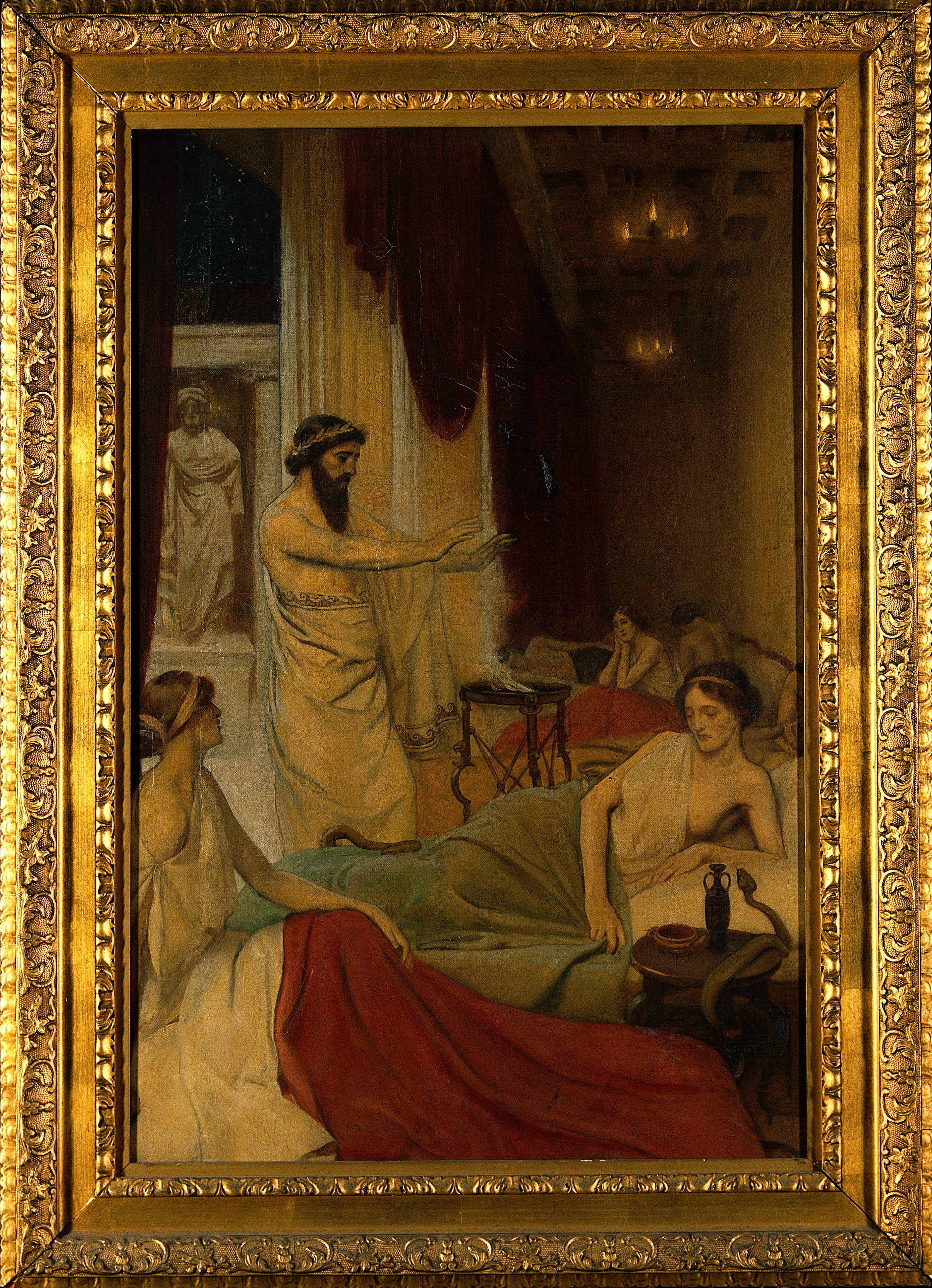
Pintura retratando pacientes em um Asclepeion na Grécia Antiga

Na Grécia Antiga, os templos dedicados ao deus curandeiro Asclépio, conhecidos como Asclepieia (grego antigo: Ἀσκληπιεῖα, sing. Asclepieion, Ἀσκληπιεῖον), funcionavam como centros de aconselhamento médico, prognóstico e cura. Asclepeia proporcionava espaços cuidadosamente controlados, propícios à cura, e cumpria vários dos requisitos das instituições criadas para a cura. Sob seu nome romano Æsculapius, ele recebeu um templo (291 a.C.) em uma ilha no rio Tibre, em Roma, onde ritos semelhantes eram realizados.

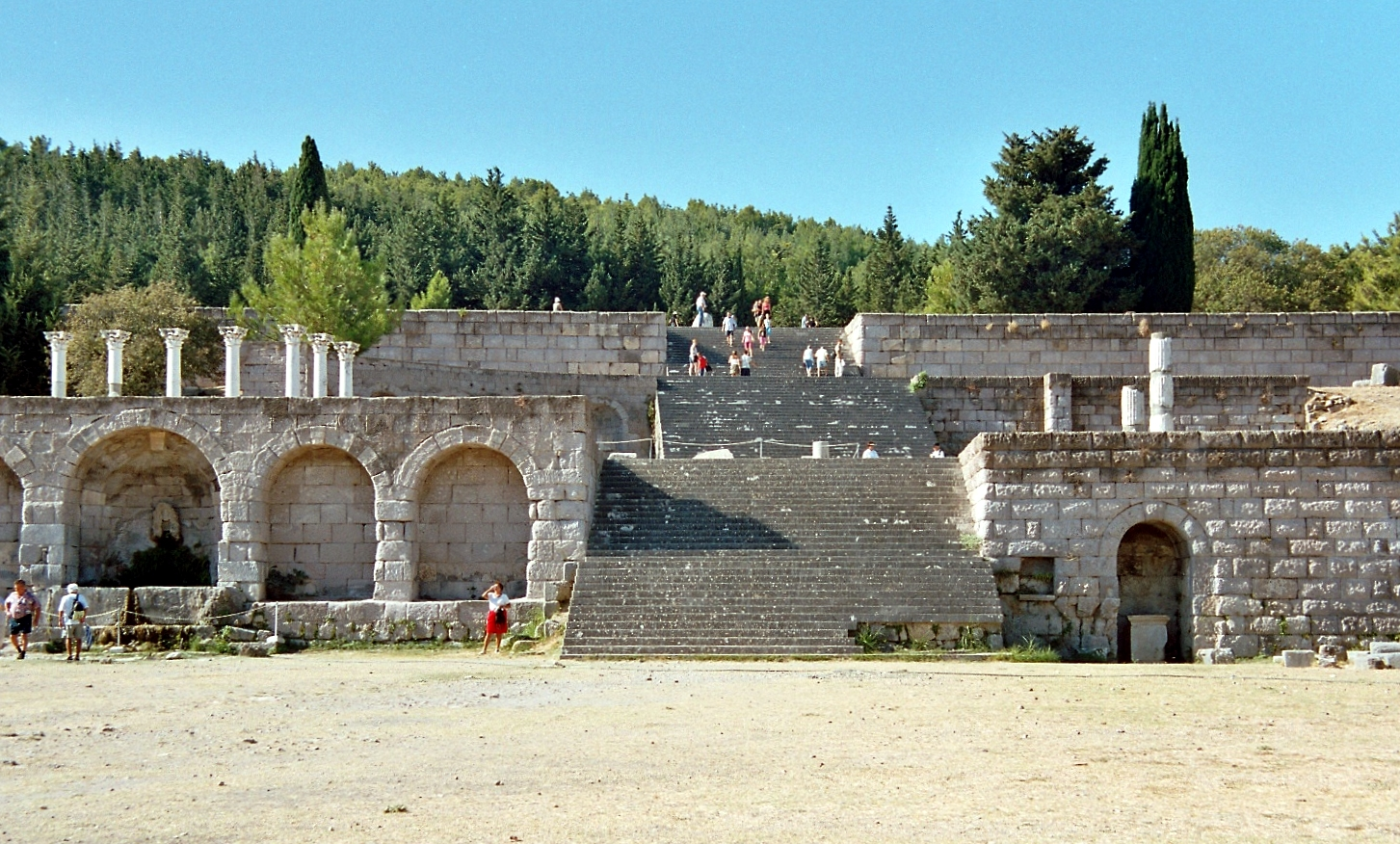
Vista do Asclepieion de Cós, o exemplo mais bem preservado de um Asclepieion grego.

Nesses santuários, os pacientes entravam em um estado de sono induzido semelhante a um sonho, conhecido como enkoimesis (ἐγκοίμησις), não muito diferente da anestesia, no qual recebiam orientação da divindade em um sonho. O Asclepieion proporcionava espaços cuidadosamente controlados e propícios à cura e cumpria vários dos requisitos das instituições criadas para a cura. No Asclepieion de Epidauro, três grandes tábuas de mármore datadas de 350 a.C. preservam os nomes, histórias de casos, queixas e curas de cerca de 70 pacientes que foram ao templo com um problema e o resolveram lá. Algumas das curas cirúrgicas listadas, como a abertura de um abscesso abdominal ou a remoção de material estranho traumático, são realistas o suficiente para terem ocorrido, mas com o paciente em um estado de enkoimesis induzido com a ajuda de substâncias soporíferas como o ópio. A adoração de Asclépio foi adotada pelos romanos.
A marinha ateniense possuía um navio chamado Therapia e a marinha romana um navio chamado Aesculapius, cujos nomes indicam que podem ter sido navios-hospitais.

## Império Romano

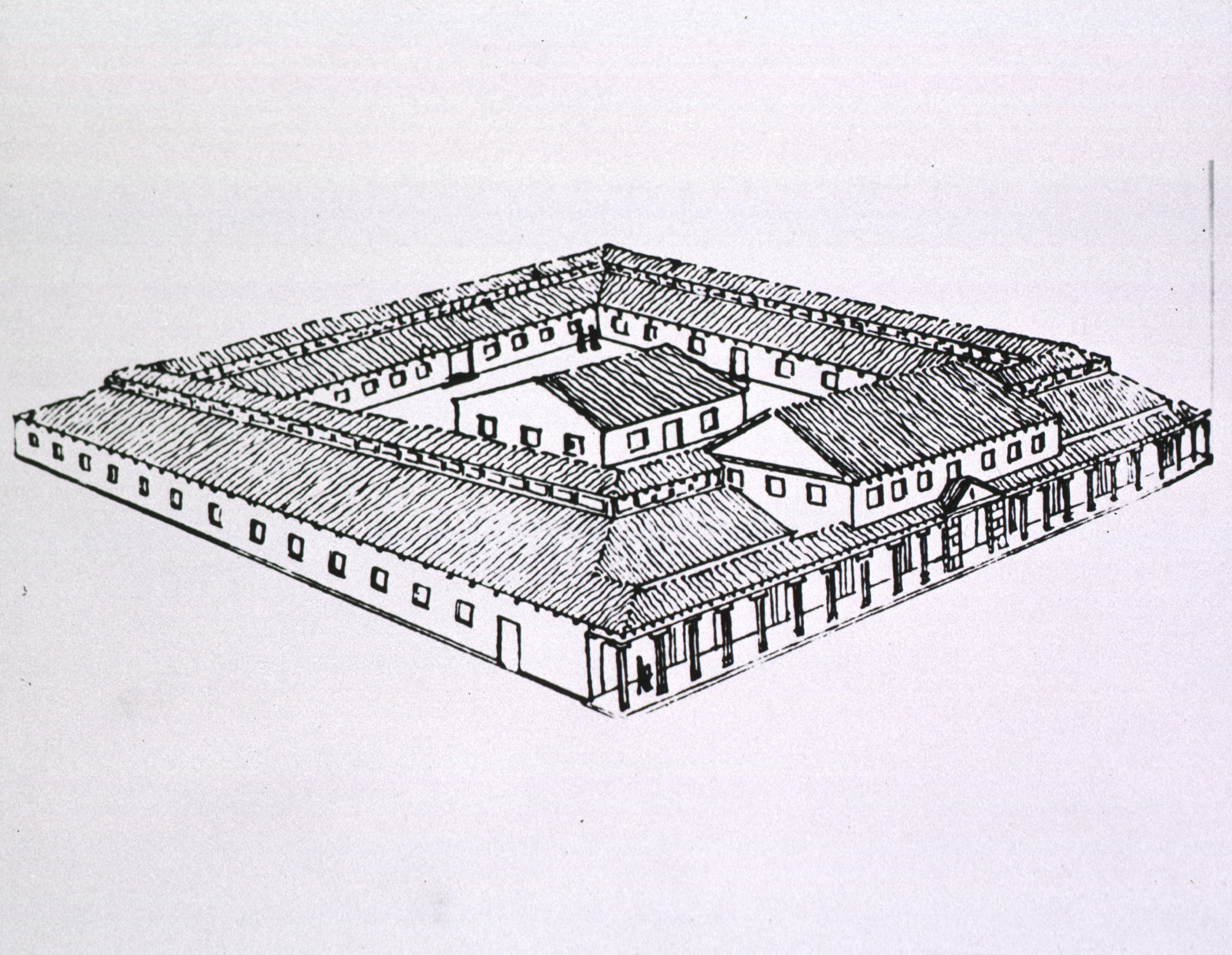
Reconstrução de hospital militar romano em Windisch, Suíça

Os romanos construíram edifícios chamados valetudinaria para cuidar de escravos, gladiadores e soldados doentes por volta de 100 a.C., e muitos foram identificados pela arqueologia posterior. Embora sua existência seja considerada comprovada, há dúvidas se elas eram tão difundidas quanto se pensava, pois muitas foram identificadas apenas de acordo com o layout dos restos da construção, e não por meio de registros sobreviventes ou achados de ferramentas médicas.
A declaração do cristianismo como uma religião aceita no Império Romano levou a uma expansão da prestação de cuidados. Após o Primeiro Concílio de Niceia, em 325 d.C., foi iniciada a construção de um hospital em cada cidade. Entre os primeiros estavam os construídos pelo médico Sansão de Constantinopla, e por Basílio de Cesareia, na atual Turquia, no final do século IV. No início do século V, o hospital já havia se tornado onipresente no mundo bizantino, uma mudança drástica em relação à era pré-cristã do Império Romano, onde não havia hospitais civis. Chamado de "Basilias", o hospital se assemelhava a uma cidade e incluía alojamentos para médicos e enfermeiros e prédios separados para várias classes de pacientes. Havia ainda uma seção separada para leprosos.
Alguns hospitais mantinham bibliotecas e programas de treinamento, e os médicos compilavam seus estudos médicos e farmacológicos em manuscritos. Assim, o atendimento médico hospitalar, no sentido do que hoje consideramos um hospital, foi uma invenção impulsionada pela misericórdia cristã e pela inovação bizantina. A equipe hospitalar bizantina incluía o médico-chefe (arquiatro), enfermeiros profissionais (hipurgos) e os auxiliares (hiperetas). No século XII, Constantinopla possuía dois hospitais bem organizados, com equipes de médicos de ambos os sexos. As instalações incluíam procedimentos sistemáticos de tratamento e enfermarias especializadas em várias doenças.

### Índia e Leste Asiático
No antigo Seri Lanca, de acordo com a crônica Mahavamsa do século VI d.C., o rei Pandukabhaya construiu hospitais e casas de repouso depois de fortificar sua capital em Anuradapura durante o século IV a.C. Essa é a mais antiga evidência literária de hospitais, onde os pacientes podiam ser alojados e tratados coletivamente. A evidência arqueológica mais antiga de um hospital na Ásia pode ser encontrada nas ruínas de Mihintale, perto de Anuradapura, e datam do século IX. Os estudiosos sugerem que esse pode ser um dos hospitais mais antigos do mundo. Muitas fontes secundárias afirmam erroneamente que o rei Açoca fundou hospitais por volta de 230 a.C. As primeiras práticas médicas surgiram logo no início do subcontinente indiano com a prática da medicina ayurvédica, sendo um dos primeiros textos que sobreviveram o Sushruta Samhita. 

Algumas das primeiras comunidades budistas estabeleceram comunidades monásticas, e muitos desses mosteiros eram centros de aprendizado de medicina. Embora os monges doentes das comunidades monásticas fossem geralmente tratados em suas próprias celas, alguns mosteiros reservavam uma sala onde os monges doentes podiam ser tratados. Apesar de algumas dessas salas nos mosteiros budistas terem sido abertas ao público, a maioria era fechada ao público e reservada para o tratamento de outros monges do mosteiro. A primeira referência clara a um hospital real no sudeste asiático ocorre nos relatos do viajante Fa Xian no século V, que descreve hospitais na cidade de Patná e em alguns outros locais:
As pessoas benevolentes e educadas desse país instituíram um hospital gratuito na cidade; e todos os habitantes pobres ou desamparados que sofrem de todos os tipos de enfermidades vêm para cá. Eles são bem cuidados, e um médico os atende, sendo fornecidos alimentos e medicamentos de acordo com suas necessidades. Assim, eles ficam bem confortáveis e, quando estão bem, podem ir embora. 
A primeira evidência arqueológica clara de tais hospitais aparece nos séculos VIII e IX. No entanto, seria impreciso retratar o período como uma época em que existia um sistema de hospitais. Em vez disso, os governantes, de tempos em tempos, podem ter patrocinado e alocado recursos para cuidados médicos específicos para a população em determinados lugares. Em um caso, um sistema nacional de hospitais foi estabelecido no Camboja do século XII sob o comando do rei cambojano Jaiavarmã VII, que o associou ao Buda da cura Bhaisajyaguru.

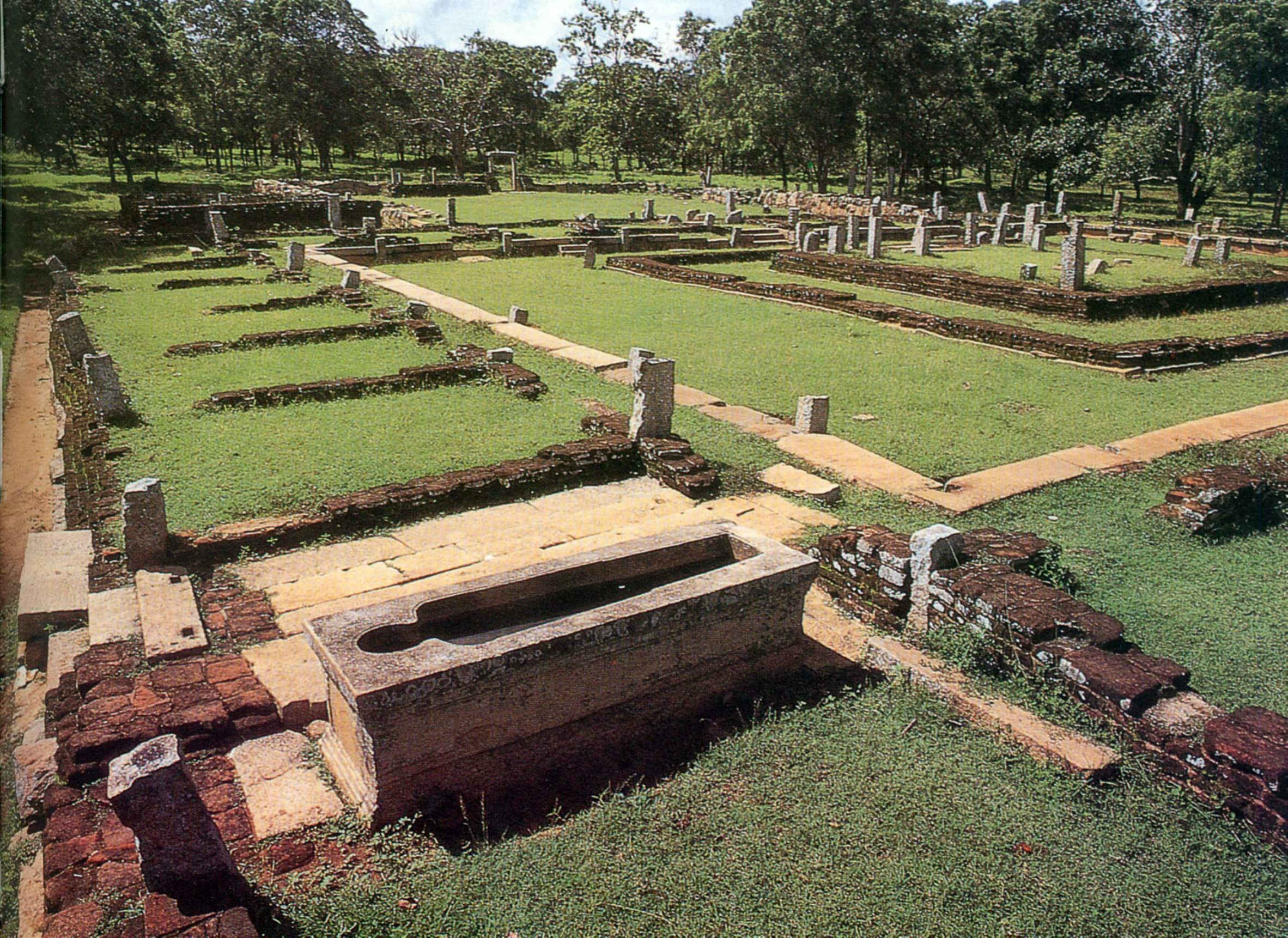
Ruínas de um hospital de dois mil anos de idade foram descobertas em, perto da cidade histórica de Anuradapura, Seri Lanca

Transferências significativas e assimétricas de conhecimento para o mundo do sudeste asiático a partir do mundo grego começaram durante o reinado de Alexandre, o Grande, no final do século IV a.C., quando a helenização tomou conta do continente. Embora geralmente se presuma que a medicina tibetana era em grande parte de origem chinesa, verifica-se que a medicina tibetana era, na verdade, em grande parte ocidentalizada, pelo menos durante o primeiro século do Império Tibetano, nos séculos VII e VIII. Médicos persas e árabes do califado islâmico podiam ser encontrados em toda a China nesse período. Também é possível que os médicos indianos tenham desempenhado um papel em um hospital abássida de curta duração — um dos primeiros hospitais estabelecidos pela família dos barmécidas.

## Do século X ao XV
| V (1) | VI (2) | VII (1) | VIII (1) | XIX (1) | X (2) | XI (3) | XII (16) | XIII (14) | XIV (7) | XV (15) |

| 529                 | Academia Persa de Gondishapur (Bendosabora) — hospital e centro de treinamento médico estabelecido na Pérsia                                                 |
| 543 (estimativa)    | Primeiro hospital construído em Monte Cassino por Bento de Núrsia, o primeiro de muitos hospitais monásticos medievais                                       |
| 580                 | Primeiro xenodóquio (hospital) espanhol fundado pelo bispo visigodo católico Mausona em Mérida, Espanha                                                      |
| 706/707             | Bimaristão (hospital islâmico) Al-Wahid, o primeiro hospital islâmico construído em Damasco                                                                  |
| 727                 | Estabelecido o hospital Arcispedale di Santo Spirito na Itália                                                                                               |
| 800 ou antes        | Primeiro hospital estabelecido no Seri Lanca, em Mihintale, perto de Anuradapura                                                                             |
| 805                 | Bimaristão construído em Bagdá |
| 829                 | Estabelecimento do Hôtel-Dieu em Paris |
| 872                 | Estabelecimento do Hospital Al-Fustat no Cairo, um dos primeiros hospitais a oferecer tratamento de saúde mental                                             |
| 981                 | O bimaristão Ali Imade foi fundado em Bagdá pelo emir Adude Adaulá                                                                                           |
| 1083-1084           | O hospital São Nicolau, para viajantes, foi fundado em Nantwich, Inglaterra                                                                                  |
| 1085                | O hospital São João Batista em Winchester, Inglaterra, antiga casa de esmolas, se tornou um hospital                                                         |
| 1090                | O hospital Santa Maria della Scala, em Siena, foi estabelecido                                                                                               |
| 1123                | Foi fundado o Hospital St Bartholomew, o hospital mais antigo da Grã-Bretanha que ainda presta serviços médicos no local em que foi originalmente construído |
| 1140 (circa)        | Antigo hospital de São João, em Bruges, um dos edifícios hospitalares mais antigos da Europa, com seus regulamentos datando de 1188, foi criado              |
| 1197                | Fundado o hospital La Grave, usado para tratar pacientes com peste entre 1508 e 1514                                                                         |
| 1211–1222           | Ospedale di San Paolo, antigo hospital franciscano criado em Florença, Itália                                                                                |
| 1238                | Hospital ante Brunem, antigo hospital joanita ainda em funcionamento foi aberto em Brno, Chéquia                                                             |
| 1249                | Grande Hospital, hospital medieval que ainda funciona em Norwich, Inglaterra, foi fundado                                                                    |
| 1277                | Hospital del Ceppo, hospital medieval fundado para os pobres em Pistoia, Itália                                                                              |
| 1288                | Hospital de Santa Maria Nuova, o hospital mais antigo ainda em atividade foi fundado em Florença, Itália                                                     |
| 13th Century (late) | Maristão de Sidi Frej, um influente bimaristão fundado em Fez, Marrocos                                                                                      |
| 1325 (circa)        | Criado o hospital São João Batista de Arbroath, Escócia; hospital medieval antigo                                                                            |
| 1339                | San Giacomo degli Incurabili, hospital medieval em Roma foi fundado, próximo ao Porto di Ripetta                                                             |
| 1388                | Fundação do Hospital Universitário de Heidelberg, o mais antigo da Alemanha                                                                                  |
| 1454                | Fundado o Hôtel-Dieu de Lyon, hospital medieval em Lyon, França                                                                                              |
| 1456                | Ospedale Maggiore di Milano foi fundado pelo Duque de Milão, Itália. Ainda em funcionamento                                                                  |
| 1449                | Foi criado o Policlinico San Matteo, hospital universitário na Lombardia, Itália                                                                             |
| 1491                | Estabelecimento do hospital Dar-ul-Shifa em Haiderabade, Índia                                                                                               |

No período medieval, o termo "hospital" englobava albergues para viajantes, dispensários para auxílio aos pobres, clínicas e cirurgias para feridos e lares para cegos, coxos, idosos e doentes mentais. Os hospitais monásticos desenvolveram muitos tratamentos, tanto terapêuticos quanto espirituais.
Durante o século XIII, foi construído um grande número de hospitais. As cidades italianas foram as líderes do movimento, Milão possuindo uma dúzia de hospitais e Florença, antes do final do século XIV, tendo cerca de trinta hospitais. Em Milão, uma parte do hospital geral foi projetada por Bramante e outra parte por Michelangelo. O Hospital de Siena, construído em homenagem à Santa Catarina, é famoso desde então. Esse movimento hospitalar se espalhou por toda a Europa. Virchow, o grande patologista alemão, em um artigo sobre hospitais, mostrou que cada cidade da Alemanha com cinco mil habitantes tinha seu hospital. Ele atribuiu esse movimento hospitalar ao Papa Inocêncio III e, embora não fosse inclinado ao papismo, Virchow elogiou esse pontífice por tudo o que ele havia realizado em benefício das crianças e da humanidade sofredora.
Os hospitais então começaram a aparecer em grande número na França e na Inglaterra. Após a invasão normanda dos franceses na Inglaterra, a explosão de ideais franceses levou a maioria dos mosteiros medievais a desenvolver um hospitium, ou hospício, para peregrinos. Esse hospitium acabou se transformando no que hoje entendemos como hospital, com vários monges e ajudantes leigos prestando assistência médica aos peregrinos doentes e às vítimas das inúmeras pragas e doenças crônicas que afligiam a Europa Ocidental medieval. Benjamin Gordon apóia a teoria de que o hospital — como o conhecemos — é uma invenção francesa, mas que foi originalmente desenvolvido para isolar leprosos e vítimas da peste, e só mais tarde passou por modificações para atender aos peregrinos.

Graças a um relato bem preservado do século XII do monge Eadmer, da Catedral de Cantuária, há uma descrição do objetivo do bispo Lanfranc de estabelecer e manter exemplos desses primeiros hospitais:
"Mas não devo concluir meu trabalho omitindo o que ele fez pelos pobres fora dos muros da cidade da Cantuária. Em resumo, ele construiu uma casa decente e ampla de pedra… para diferentes necessidades e conveniências. Ele dividiu o prédio principal em dois, designando uma parte para homens oprimidos por vários tipos de enfermidades e a outra para mulheres em mau estado de saúde. Também tomou providências para suas roupas e alimentação diária, designando ministros e guardiões para tomar todas as medidas para que nada lhes faltasse."

### Pérsia
A  Academia de Bendosabora era um hospital e centro de treinamento médico em Bendosabora, na Pérsia. A cidade foi fundada em 271 d.C. pelo rei sassânida Sapor I e era uma das principais cidades da província do Cuzistão do império persa, no atual Irã. Uma grande porcentagem da população era de siríacos (cristãos). Sob o governo de Cosroes I, foi concedido refúgio aos filósofos cristãos nestorianos gregos, incluindo os acadêmicos da Escola Persa de Edessa (Urfa) (também chamada de Academia de Atenas), uma universidade teológica e médica cristã. Esses acadêmicos foram para Bendosabora em 529, após o fechamento da academia pelo imperador Justiniano. Eles se dedicavam às ciências médicas e iniciaram os primeiros projetos de tradução de textos médicos. A chegada desses médicos de Edessa marca o início do hospital e do centro médico em Bendosabora. Ele incluía uma escola médica e um bimaristão, um laboratório de farmacologia, uma casa de tradução, uma biblioteca e um observatório. Os médicos indianos também contribuíram para a escola de Bendosabora, principalmente o pesquisador médico Mankah. Mais tarde, após a invasão islâmica, os escritos de Mankah e do médico indiano Susruta foram traduzidos para o árabe na Casa da Sabedoria de Bagdá.

### Hospitais islâmicos medievais

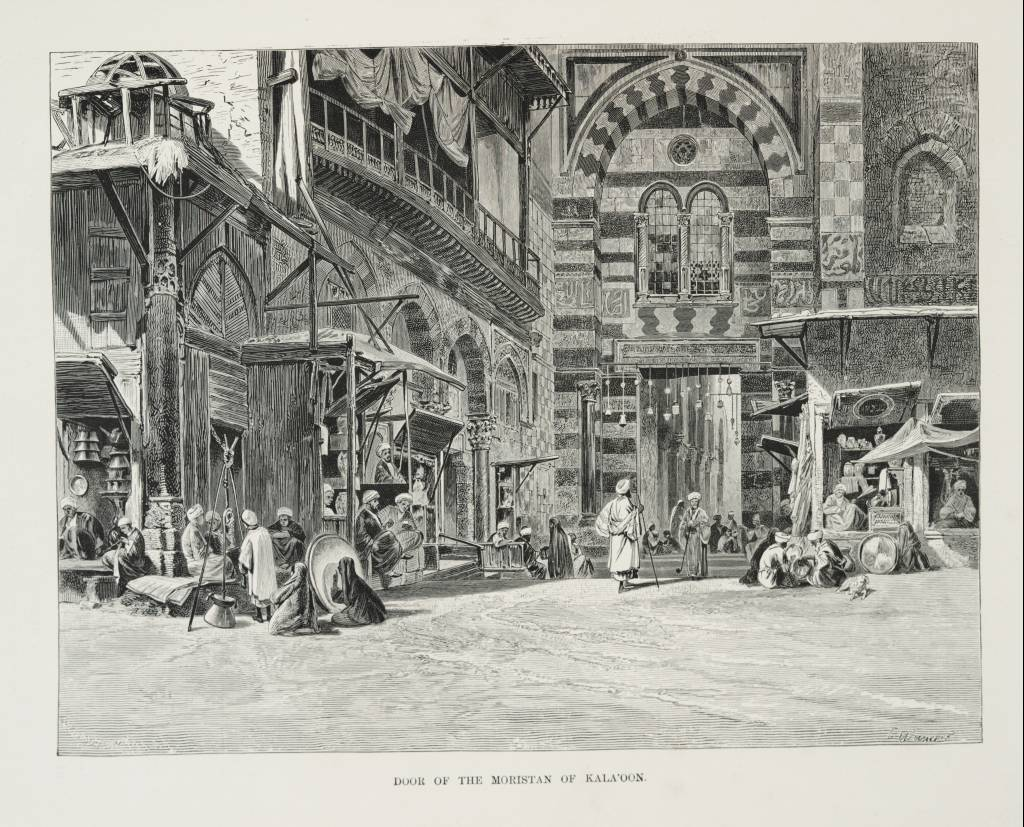
Entrada do complexo Calavuno no Cairo, Egito.

O primeiro hospital muçulmano foi um asilo para conter a lepra, construído no início do século VIII, onde os pacientes ficavam confinados, mas, assim como os cegos, recebiam um estipêndio para sustentar suas famílias. O primeiro hospital geral foi construído em 805 em Bagdá por Harune Arraxide. No século X, Bagdá tinha mais cinco hospitais, enquanto Damasco tinha seis hospitais no século XV e Córdova, sozinha, tinha 50 hospitais importantes, muitos exclusivamente para militares. Vários dos primeiros hospitais islâmicos proeminentes foram fundados com a ajuda de cristãos, como Jibrael ibn Bukhtishu, de Bendosabora. "Bimaristão" é uma palavra composta por bimar ("doente" ou "enfermo") e stan/stão ("lugar"). No mundo islâmico medieval, a palavra bimaristan se referia a um estabelecimento hospitalar onde os doentes eram recebidos, cuidados e tratados por uma equipe qualificada.
A Biblioteca Nacional de Medicina dos Estados Unidos atribui o hospital como sendo um produto da civilização islâmica medieval. Em comparação com as instituições cristãs contemporâneas, que eram instalações de auxílio a pobres e doentes oferecidas por alguns mosteiros, o hospital islâmico era uma instituição mais elaborada com uma gama maior de funções. No Islão, havia um imperativo moral de tratar os doentes independentemente da situação financeira. Os hospitais islâmicos tendiam a ser grandes estruturas urbanas e eram instituições amplamente seculares, muitas delas abertas a todos, homens ou mulheres, civis ou militares, crianças ou adultos, ricos ou pobres, muçulmanos ou não muçulmanos. O hospital islâmico servia a vários propósitos, como um centro de tratamento médico, uma casa para pacientes que se recuperavam de doenças ou acidentes, um asilo para loucos e uma casa de repouso com necessidades básicas de manutenção para idosos e enfermos.
O hospital era geralmente dividido em departamentos como doenças sistêmicas, cirurgia e ortopedia, sendo que os hospitais maiores tinham especialidades mais diversas. "Doenças sistêmicas" era o equivalente aproximado da clínica médica atual e era dividido em seções como febre, infecções e problemas digestivos. Cada departamento tinha um oficial encarregado, um oficial presidente e um especialista supervisor. Os hospitais também possuíam salas de aula e bibliotecas. A equipe dos hospitais incluía inspetores sanitários, que regulavam a limpeza, contadores e outros funcionários administrativos. O hospital em Bagdá empregava vinte e cinco médicos. Os hospitais eram normalmente administrados por um conselho de três homens, composto por um administrador não médico, o farmacêutico-chefe, chamado de shaykh saydalani, que era igual em posição hierárquica ao médico-chefe, que atuava como mutwalli (reitor). As instalações médicas tradicionalmente fechavam todas as noites, mas no século X foram aprovadas leis para manter os hospitais abertos 24 horas por dia.
Para casos menos graves, os médicos trabalhavam em clínicas ambulatoriais. As cidades também possuíam centros de primeiros socorros com equipes médicas para emergências, muitas vezes localizados em locais públicos movimentados como as grandes reuniões para as orações de sexta-feira. A região também tinha unidades móveis com médicos e farmacêuticos que deveriam atender às necessidades das comunidades remotas. Bagdá ainda era conhecida por ter um hospital separado para condenados desde o início do século X, depois que o vizir 'Ali ibn Isa ibn Jarah ibn Thabit escreveu ao médico-chefe de Bagdá que "as prisões devem ter seus próprios médicos que devem examiná-los todos os dias". O primeiro hospital construído no Egito, no bairro do sudoeste do Cairo, foi a primeira instalação para cuidar de doenças mentais documentada, e o primeiro hospital psiquiátrico islâmico foi inaugurado em Bagdá em 705.
Os estudantes de medicina acompanhavam os médicos e participavam do atendimento aos pacientes. Os hospitais dessa época foram os primeiros a exigir diplomas de medicina para licenciar os médicos. O teste de licenciamento era administrado pelo médico-chefe nomeado pelo governo da região. O teste tinha duas etapas: a primeira consistia em escrever um trabalho sobre o assunto que o candidato desejava obter seu certificado, uma pesquisa original ou um comentário de textos existentes, que eles eram incentivados a examinar para verificar se havia erros. A segunda etapa era responder a perguntas em uma entrevista com o diretor médico. Os médicos trabalhavam em horários fixos e os salários da equipe médica eram determinados por lei. Para regular a qualidade do atendimento e arbitrar os casos, diz-se que, se um paciente morre, sua família apresenta as prescrições do médico ao médico-chefe, que julga se a morte foi natural ou se foi por negligência, caso em que a família teria direito a uma indenização do médico. Os hospitais contavam com alojamentos masculinos e femininos, enquanto alguns hospitais atendiam apenas homens, e outros hospitais, com equipes de médicas, atendiam apenas mulheres. Embora as médicas exercessem a medicina, muitas se concentravam em obstetrícia.

Os hospitais eram proibidos por lei de recusar pacientes que não pudessem pagar. Eventualmente, fundações de caridade chamadas waqfs foram formadas para apoiar hospitais, bem como escolas. Parte do orçamento do estado também foi destinado à manutenção de hospitais. Embora os serviços do hospital fossem gratuitos para todos os cidadãos e os pacientes às vezes recebessem um pequeno estipêndio para apoiar a recuperação após a alta, os médicos individuais ocasionalmente cobravam honorários. Em uma doação notável, um governador do Egito do século XIII, Calavuno, ordenou uma fundação para o hospital Calavuno, que conteria uma mesquita e uma capela, alas separadas para diferentes doenças, uma biblioteca para médicos e uma farmácia. Ele foi instalado em um antigo palácio fatímida que tinha acomodações para 8.000 pessoas e "atendia 4.000 pacientes diariamente." O waqf declarou,
"…O hospital manterá todos os pacientes, homens e mulheres, até que estejam completamente recuperados. Todos os custos devem ser arcados pelo hospital, quer as pessoas venham de longe ou de perto, quer sejam residentes ou estrangeiras, fortes ou fracas, baixas ou altas, ricas ou pobres, empregadas ou desempregadas, cegas ou com visão, doentes físicos ou mentais, instruídas ou analfabetas. Não há condições de consideração e pagamento, nenhuma é contestada ou mesmo indiretamente sugerida para o não pagamento."
O hospital é usado atualmente para oftalmologia.
Os primeiros e mais conhecidos médicos do mundo islâmico medieval foram os polímatas Ibn Sina (em latim: Avicena) e Al Rhazi (Rasis), durante os séculos X e XI.

### Hospitais medievais europeus

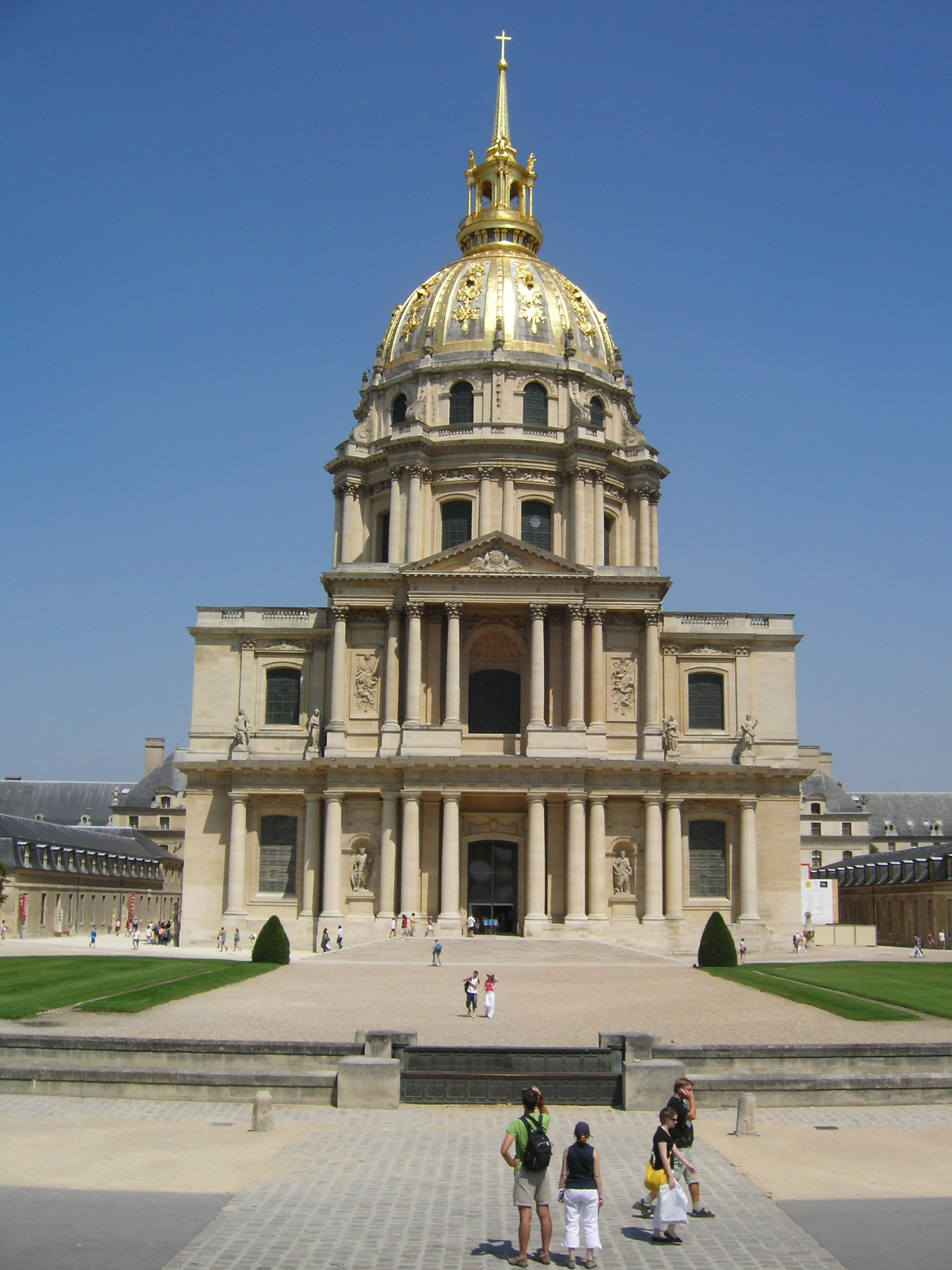
A igreja em Les Invalides, em Paris, exemplificando a conexão tipicamente próxima entre os hospitais e a Igreja Católica

Os hospitais medievais da Europa seguiam um padrão semelhante ao dos bizantinos. Eles eram comunidades religiosas, com cuidados prestados por monges e freiras. Um antigo termo francês para hospital é hôtel-Dieu, "albergue de Deus". Alguns eram ligados a mosteiros; outros eram independentes e tinham suas próprias doações, geralmente de propriedades, que forneciam renda para seu sustento. Alguns hospitais eram multifuncionais, enquanto outros foram fundados para fins específicos, como hospitais para leprosos, refúgios para os pobres ou para peregrinos.
Por volta de 529, Bento de Núrsia (480-543 d.C.), mais tarde um santo cristão, fundador do monaquismo ocidental e da Ordem de São Bento, hoje o santo padroeiro da Europa, estabeleceu o primeiro monastério da Europa (em Monte Cassino) no topo de uma colina entre Roma e Nápole. O monastério se tornou um modelo para o monaquismo ocidental e um dos principais centros culturais da Europa durante toda a Idade Média. São Bento escreveu a Regra de São Bento, que determinava as obrigações morais de cuidar dos doentes.
O primeiro hospital espanhol, fundado pelo bispo visigodo católico Mausona em 580, em Mérida, era um xenodóquio projetado como uma pousada para viajantes (principalmente peregrinos do santuário de Eulália de Mérida), bem como um hospital para cidadãos e fazendeiros locais. A dotação do hospital consistia em fazendas para alimentar seus pacientes e hóspedes. A partir do relato de Paulo, o Diácono, sabe-se que esse hospital era abastecido com médicos e enfermeiros, cuja missão incluía cuidar dos doentes onde quer que se encontrassem, "escravos ou livres, cristãos ou judeus". Em 650, o Hôtel-Dieu foi encontrado em Paris, mas sua primeira menção registrada data apenas de 829, sendo considerado por muitos como o hospital mais antigo do mundo ainda em funcionamento. Era uma instituição polivalente que atendia aos doentes e pobres, oferecendo abrigo, alimentação e cuidados médicos.
Durante o final do século VIII e início do século IX, o imperador Carlos Magno decretou que os hospitais que haviam sido bem administrados antes de sua época e que haviam entrado em decadência deveriam ser restaurados de acordo com as necessidades da época. Também ordenou que um hospital fosse anexado a cada catedral e mosteiro.
Durante o século X, os mosteiros se tornaram um fator dominante no trabalho hospitalar. A famosa Abadia de Cluny, fundada em 910, deu o exemplo que foi amplamente imitado em toda a França e Alemanha. Além de sua enfermaria para os religiosos, cada mosteiro possuía um hospital no qual pessoas de fora eram atendidas. Eles ficavam a cargo do eleemosynarius ("caritativo,") cujos deveres, cuidadosamente prescritos pela regra, incluíam todo tipo de serviço que o visitante ou paciente pudesse precisar.
Como o caritativo era obrigado a procurar os doentes e necessitados da vizinhança, cada mosteiro se tornou um centro de alívio do sofrimento. Entre os mosteiros notáveis nesse aspecto estavam os dos beneditinos em Corbie, na Picardia, Hirschau, Braunweiler, Deutz, Ilsenburg, Liesborn, Pram e Fulda; os dos cistercienses em Arnsberg, Baumgarten, Eberbach, Himmenrode, Herrnalb, Volkenrode e Walkenried.

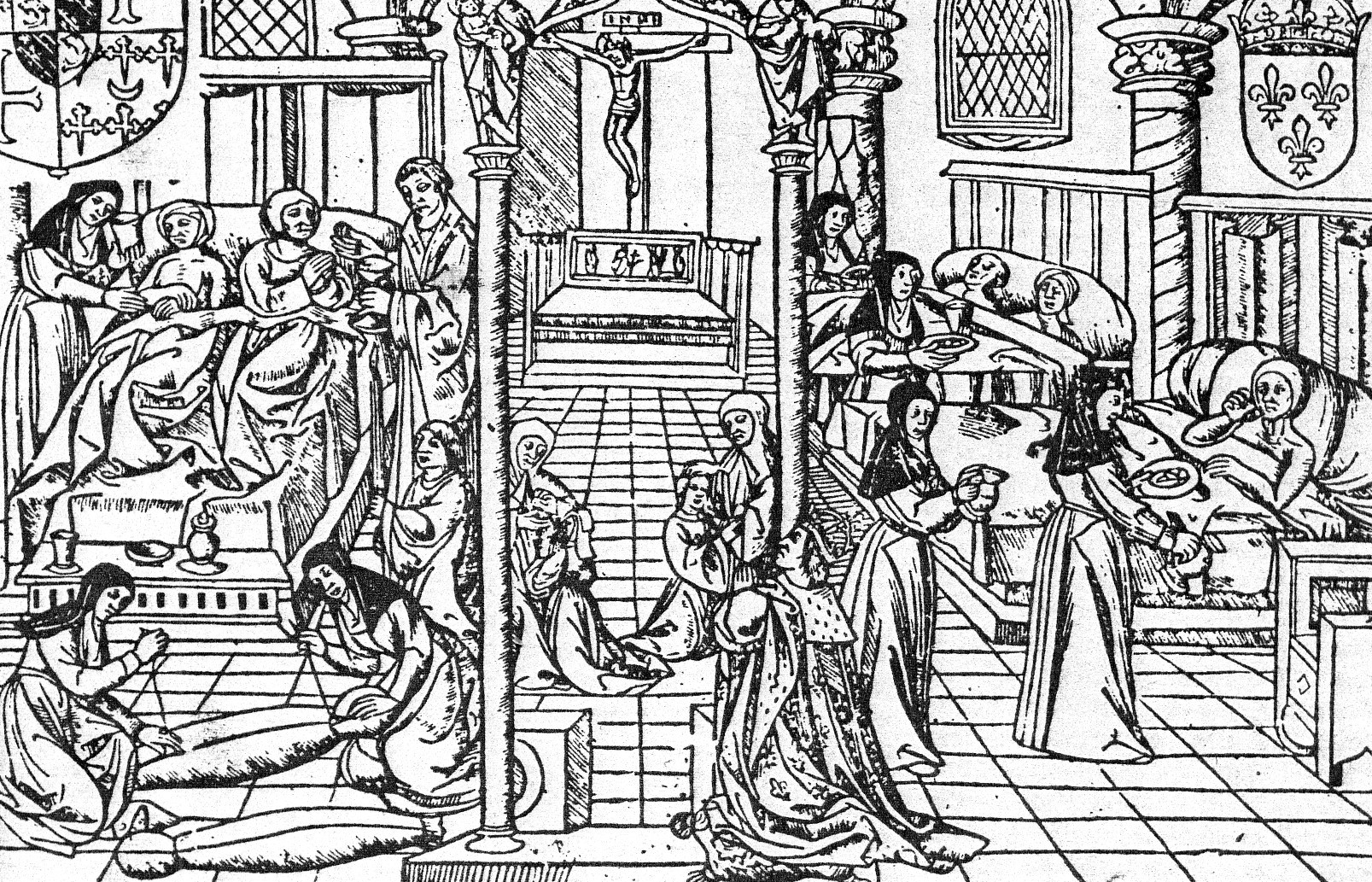
Hôtel-Dieu de Paris, por volta de 1500. Os pacientes relativamente bem (à direita) eram separados dos muito doentes (à esquerda).

Também eficiente foi o trabalho realizado pelo clero diocesano, de acordo com os decretos disciplinares dos concílios de Aachen (817, 836), que prescreviam que um hospital deveria ser mantido em conexão com cada igreja colegiada. Os cônegos eram obrigados a contribuir para o sustento do hospital, e um de seus membros era responsável pelos internos. Como esses hospitais se localizavam nas cidades, eram feitas mais exigências a eles do que àqueles ligados aos mosteiros. Nesse movimento, o bispo naturalmente assumiu a liderança, daí os hospitais fundados por Heribert (falecido em 1021) em Colônia, Godard (falecido em 1038) em Hildesheim, Conrad (falecido em 975) em Constança e Ulrich (falecido em 973) em Augsburgo. Mas outras igrejas tomaram providências semelhantes. Dessa forma, em Tréveris, os hospitais de São Maximino, São Mateus, São Simeão e São Tiago receberam seus nomes das igrejas às quais estavam ligados. Durante o período de 1207 a 1577, pelo menos 155 hospitais foram fundados na Alemanha.
O Ospedale Maggiore, tradicionalmente chamado de Ca' Granda (ou seja, Casa Grande), em Milão, na Itália, foi construído para abrigar um dos primeiros hospitais comunitários, o maior empreendimento desse tipo do século XV. Encomendado por Francisco Sforza em 1456 e projetado por Antonio Filarete, está entre os primeiros exemplos da arquitetura renascentista na Lombardia.
Os normandos trouxeram seu sistema hospitalar quando conquistaram a Inglaterra em 1066. Ao se fundir com a posse de terras e os costumes tradicionais, as novas casas de caridade se tornaram populares e eram diferentes dos mosteiros ingleses e dos hospitais franceses. Elas distribuíam esmolas e alguns medicamentos, e eram generosamente dotadas pela nobreza e pela aristocracia, que contavam com elas para obter recompensas espirituais após a morte.

### Hospitais europeus do final da Idade Média
A Ordem Hospitaleira de São João de Jerusalém (os Cavaleiros de Malta), fundada em 1099, tem como sua razão de ser a fundação de um hospital para peregrinos na Terra Santa. Na Europa, os hospitais espanhóis são exemplos notáveis da virtude cristã expressa por meio do cuidado com os doentes e, em geral, eram anexados a um mosteiro em uma configuração de capela-forte, na maioria das vezes erguida em forma de cruz. Esse estilo atingiu seu ponto alto durante a campanha de construção de hospitais do português João de Deus no século XVI, o fundador da Ordem Hospitaleira de São João de Deus.
Logo muitos mosteiros foram fundados em toda a Europa, e em todos os lugares havia hospitais, como em Monte Cassino. No século XI, alguns mosteiros estavam treinando seus próprios médicos. O ideal era que esses médicos defendessem o ideal cristianizado do curandeiro que oferecia misericórdia e caridade a todos os pacientes e soldados, independentemente de seu status e prognóstico. Entre os séculos VI e XII, os beneditinos estabeleceram muitas comunidades de monges desse tipo. E, mais tarde, nos séculos XII e XIII, a ordem dos beneditinos construiu uma rede de hospitais independentes, inicialmente para oferecer cuidados gerais aos doentes e feridos e, depois, para o tratamento da sífilis e o isolamento de pacientes com doenças transmissíveis. O movimento hospitalar se espalhou pela Europa nos séculos seguintes, com um hospital de 225 leitos sendo construído em Iorque em 1287 e instalações ainda maiores estabelecidas em Florença, Paris, Milão, Siena e outras grandes cidades medievais europeias. Em 1120, um homem chamado Rahere adoeceu com malária em Roma: ele foi tratado pelos monges do pequeno hospital próximo à igreja de San Bartolomeo, na Ilha Tiberina e fez um voto de fundar um hospital caso fosse curado. Efetivamente curado, em 1123 ele fundou um pequeno hospital para os pobres nos arredores de Londres: foi o primeiro núcleo do famoso St Bartholomew's Hospital, ainda em funcionamento, comumente chamado de "Bart".
No norte, durante o final do período saxão, os mosteiros, conventos e hospitais funcionavam principalmente como um local de caridade para os pobres. Após a conquista normanda de 1066, descobriu-se que os hospitais eram instituições autônomas e independentes. Eles distribuíam esmolas e alguns medicamentos, e eram generosamente dotados pela nobreza e pela aristocracia, que contavam com eles para obter recompensas espirituais após a morte. Com o tempo, os hospitais se tornaram casas de caridade populares, distintas dos mosteiros ingleses e dos hospitais franceses.
A principal função dos hospitais medievais era a adoração a Deus. A maioria dos hospitais continha uma capela, pelo menos um clérigo e reclusos que deveriam ajudar nas orações. A adoração era, muitas vezes, uma prioridade maior do que os cuidados e era uma grande parte da vida hospitalar até a Reforma e muito depois dela. A adoração nos hospitais medievais servia como uma forma de aliviar as doenças dos doentes e garantir sua salvação quando não era possível obter alívio da doença.

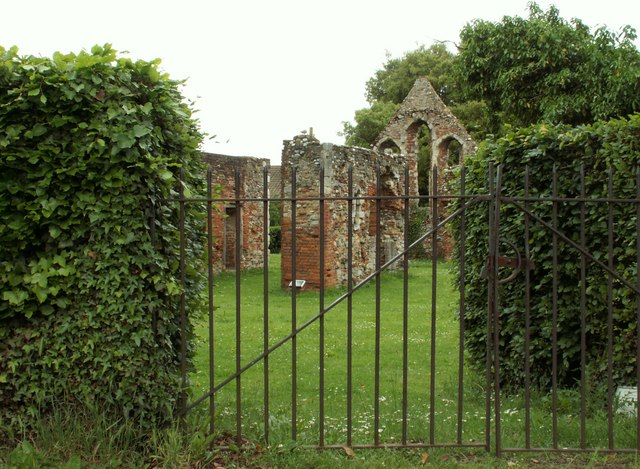
Ruínas do Hospital St. Giles (Grande Hospital)

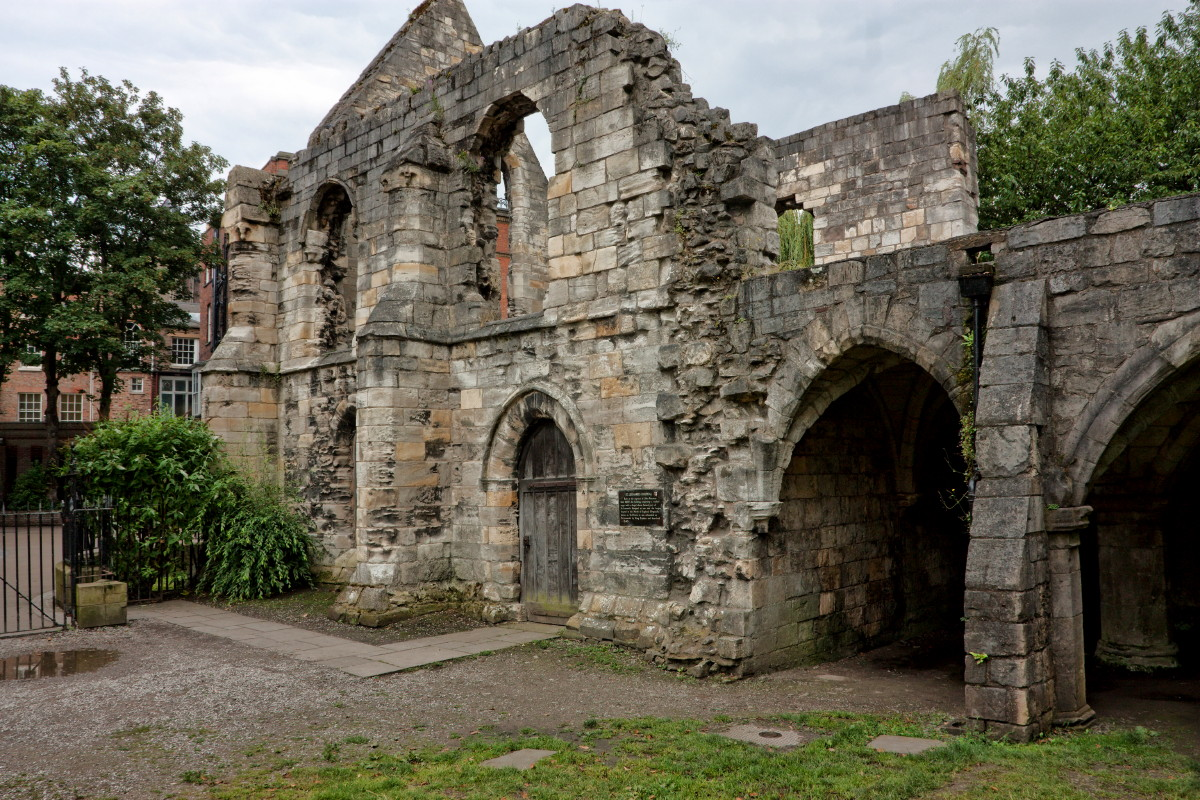
Ruínas do Hospital St Leonard's

A função secundária dos hospitais medievais era a caridade para com os pobres, doentes e viajantes. A caridade oferecida pelos hospitais aparecia de diferentes maneiras, incluindo a manutenção a longo prazo dos enfermos, o cuidado a médio prazo dos doentes, a hospitalidade a curto prazo aos viajantes e a distribuição regular de esmolas aos pobres Embora esses fossem atos gerais de caridade entre os hospitais medievais, o grau de caridade era variável. Por exemplo, algumas instituições que se consideravam principalmente como uma casa religiosa ou um local de hospitalidade rejeitavam os doentes ou moribundos com medo de que os cuidados de saúde difíceis desviassem a atenção do culto. Outras, no entanto, como o St. James de Northallerton, o Hospital St. Giles de Norwich e o Hospital St. Leonard's de Iorque, continham decretos específicos afirmando que deveriam atender aos doentes e que "todos os que entrassem com problemas de saúde deveriam poder ficar até se recuperarem ou morrerem".
A função terciária dos hospitais medievais era apoiar a educação e o aprendizado. Originalmente, os hospitais educavam capelães e irmãos sacerdotes em alfabetização e história; no entanto, no século XIII, alguns hospitais se envolveram na educação de meninos pobres e jovens adultos. Logo depois, os hospitais começaram a fornecer comida e abrigo para os acadêmicos do hospital em troca de ajuda na adoração na capela.

## Séculos XVI e XVII
| XVI (19) | XVII (18) |

### Início da Europa moderna

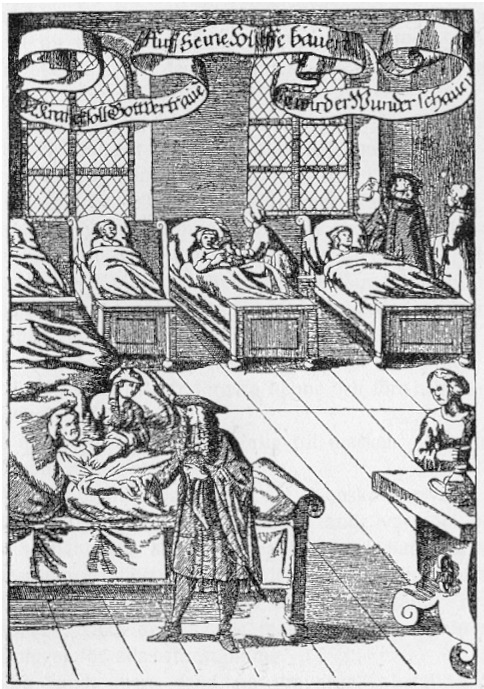
Um médico visitando os doentes em um hospital, gravura alemã de 1682

Na Europa, o conceito medieval de assistência cristã evoluiu durante os séculos XVI e XVII para um conceito secular. Porém, os reformadores protestantes rejeitaram a crença católica de que os homens ricos poderiam obter a graça de Deus por meio de boas obras — e escapar do purgatório — fornecendo doações a instituições de caridade, e que os próprios pacientes poderiam obter a graça por meio de seu sofrimento.
Após a dissolução dos mosteiros em 1540 pelo rei Henrique VIII, a igreja deixou abruptamente de apoiar os hospitais e somente por meio de uma petição direta dos cidadãos de Londres os hospitais St Bartholomew's, St Thomas's e St Mary of Bethlehem's (Bedlam) foram dotados diretamente pela coroa. Foi no St. Bartholomew's que William Harvey conduziu sua pesquisa sobre o sistema circulatório no século XVII, Percivall Pott e John Abernethy desenvolveram princípios importantes da cirurgia moderna no século XVIII e a Sra. Bedford Fenwich trabalhou para promover a profissão de enfermagem no final do século XIX.
Havia 28 asilos na Suécia no início da Reforma. Gustavo I da Suécia retirou-os do controle da Igreja e expulsou os monges e freiras, mas permitiu que os asilos mantivessem suas propriedades e continuassem suas atividades sob os auspícios do governo local.
Em grande parte da Europa, os governos municipais operavam pequenos hospitais do Espírito Santo, que haviam sido fundados nos séculos XIII e XIV. Eles distribuíam alimentos e roupas gratuitamente para os pobres, cuidavam de mulheres e crianças sem-teto e ofereciam alguns cuidados médicos e de enfermagem. Muitos foram invadidos e fechados durante a Guerra dos Trinta Anos (1618-1648), que devastou as cidades e vilarejos da Alemanha e áreas vizinhas por três décadas.
Na Dinamarca, o início do atendimento hospitalar moderno começou durante a Guerra da Escânia (1675-1679), quando o país sofreu perdas desastrosas. Cinco hospitais administrados pelo governo foram fundados em torno de Öresund: um em Helsingor, dois em Copenhaga, um em Landskrona e um em Helsingborg. O de Landskrona era baseado na antiga instituição do Espírito Santo, mas agora modernizado e ampliado. Uma das duas instituições de Copenhaga foi instalada em um antigo hospital de peste. O governo gastou grandes somas em equipamentos, desde serras para ossos até camas e funcionários. As mulheres cuidavam dos soldados feridos e doentes no dia a dia, mas os homens sempre estiveram à frente desses hospitais. Eles possuíam vários cirurgiões e médicos, mas nunca em número suficiente. As refeições eram à base de mingau, arenque, cerveja e ervilhas. Depois que a Dinamarca perdeu a guerra, Helsingborg e Landskrona foram entregues aos suecos, mas os hospitais em Helsingor e Copenhaga continuaram seu trabalho.
Enquanto isso, em países católicos como a França e a Itália, as famílias ricas continuavam a financiar conventos e mosteiros que ofereciam serviços de saúde gratuitos aos pobres. As práticas francesas foram influenciadas por um imperativo caritativo que considerava o cuidado com os pobres e os doentes uma parte necessária da prática católica. As freiras enfermeiras tinham pouca fé no poder dos médicos e de seus medicamentos para curar os doentes; o mais importante era proporcionar conforto psicológico e físico, alimentação, descanso, limpeza e, principalmente, oração.
Nas áreas protestantes, a ênfase estava nos aspectos científicos, e não religiosos, do atendimento ao paciente, o que ajudou a desenvolver uma visão da enfermagem como uma profissão, e não como uma vocação. Houve pouco desenvolvimento de hospitais pelas principais igrejas protestantes depois de 1530. Alguns grupos menores, como os morávios e os pietistas, deram um papel para os hospitais, especialmente no trabalho missionário.

### América Colonial

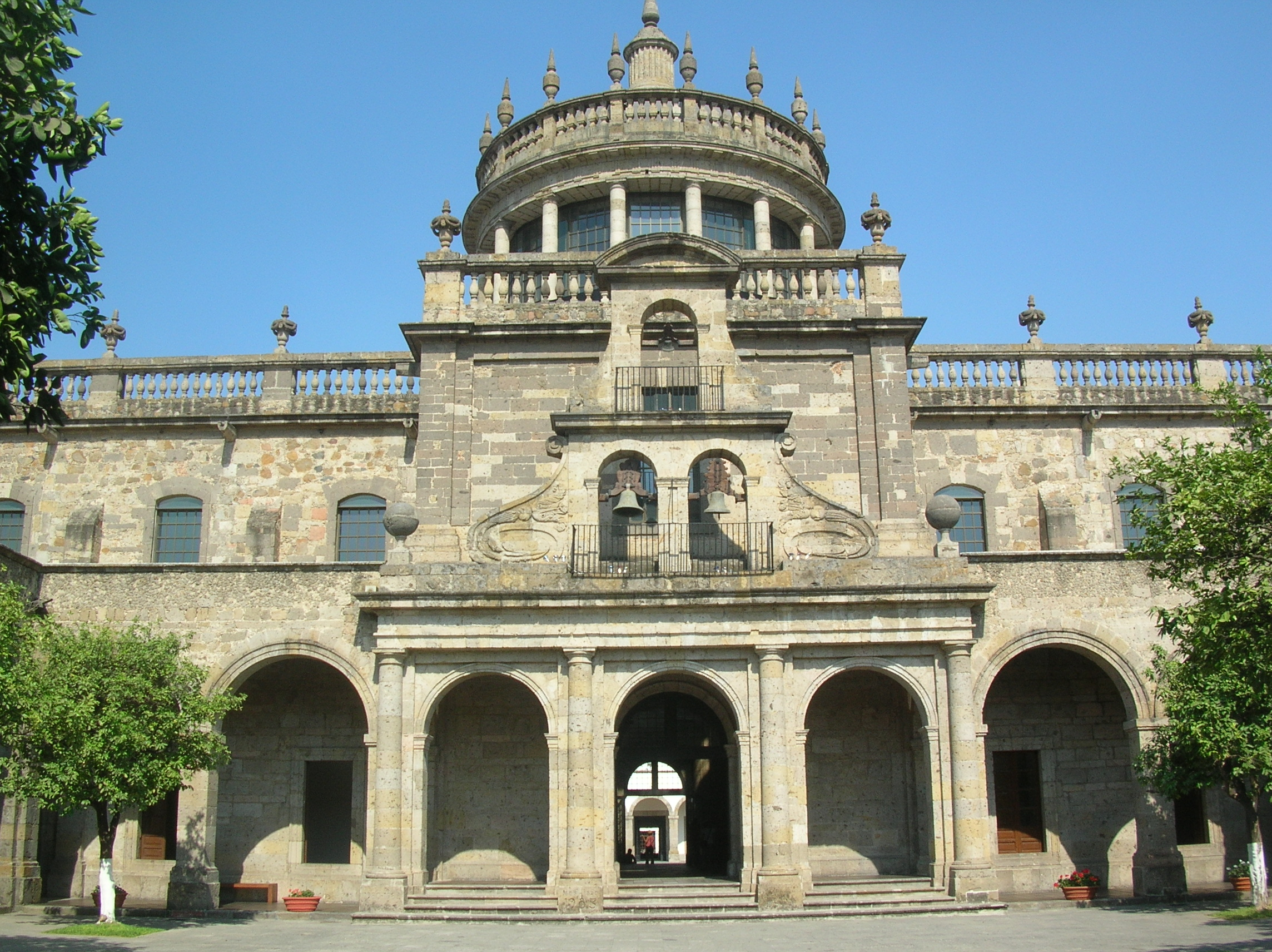
O Hospicio Cabañas foi o maior hospital da América colonial, em Guadalajara, México

O primeiro hospital fundado nas Américas foi o Hospital San Nicolás de Bari, em Santo Domingo, Distrito Nacional da República Dominicana. Frei Nicolás de Ovando, governador espanhol e administrador colonial de 1502 a 1509, autorizou sua construção em 29 de dezembro de 1503. Esse hospital aparentemente incorporou uma igreja. A primeira fase de sua construção foi concluída em 1519 e foi reconstruído em 1552. Abandonado em meados do século XVIII, o hospital agora está em ruínas perto da Catedral de Santo Domingo.
O conquistador Hernán Cortés fundou os dois primeiros hospitais da América do Norte: o Hospital da Imaculada Conceição e o Hospital São Lázaro. O mais antigo foi o da Imaculada Conceição, hoje Hospital de Jesús Nazareno, na Cidade do México, fundado em 1524 para cuidar dos pobres.
A Santa Casa de Misericórdia de Santos, fundada por Brás Cubas em 1543, é considerada o primeiro hospital do Brasil. Cubas era um nobre português vindo ao Brasil na expedição de Martim Afonso e assumiu a posição deste como comandante da Capitania de São Vicente. Inspirado pelo seu histórico familiar na construção de Santas Casas, Brás Cubas construiu o hospital com seu próprio financiamento e com a ajuda de moradores locais.
Em Quebec, os católicos operavam hospitais continuamente desde a década de 1640 e atraíam freiras da elite da província: Jeanne Mance (1606-1673) fundou o primeiro hospital da cidade de Montreal, o Hôtel-Dieu de Montréal, em 1645. Em 1657, ela recrutou três irmãs das Religiosas Hospitaleiras de São José e continuou a dirigir as operações do hospital. O projeto, iniciado pela sobrinha do Cardeal de Richelieu, recebeu um alvará real do rei Luís XIII e foi administrado por um médico colonial, Robert Giffard de Moncel. O Hospital Geral na cidade de Quebec foi inaugurado em 1692. Eles frequentemente tratavam de malária, disenteria e doenças respiratórias.

## Século XVIII

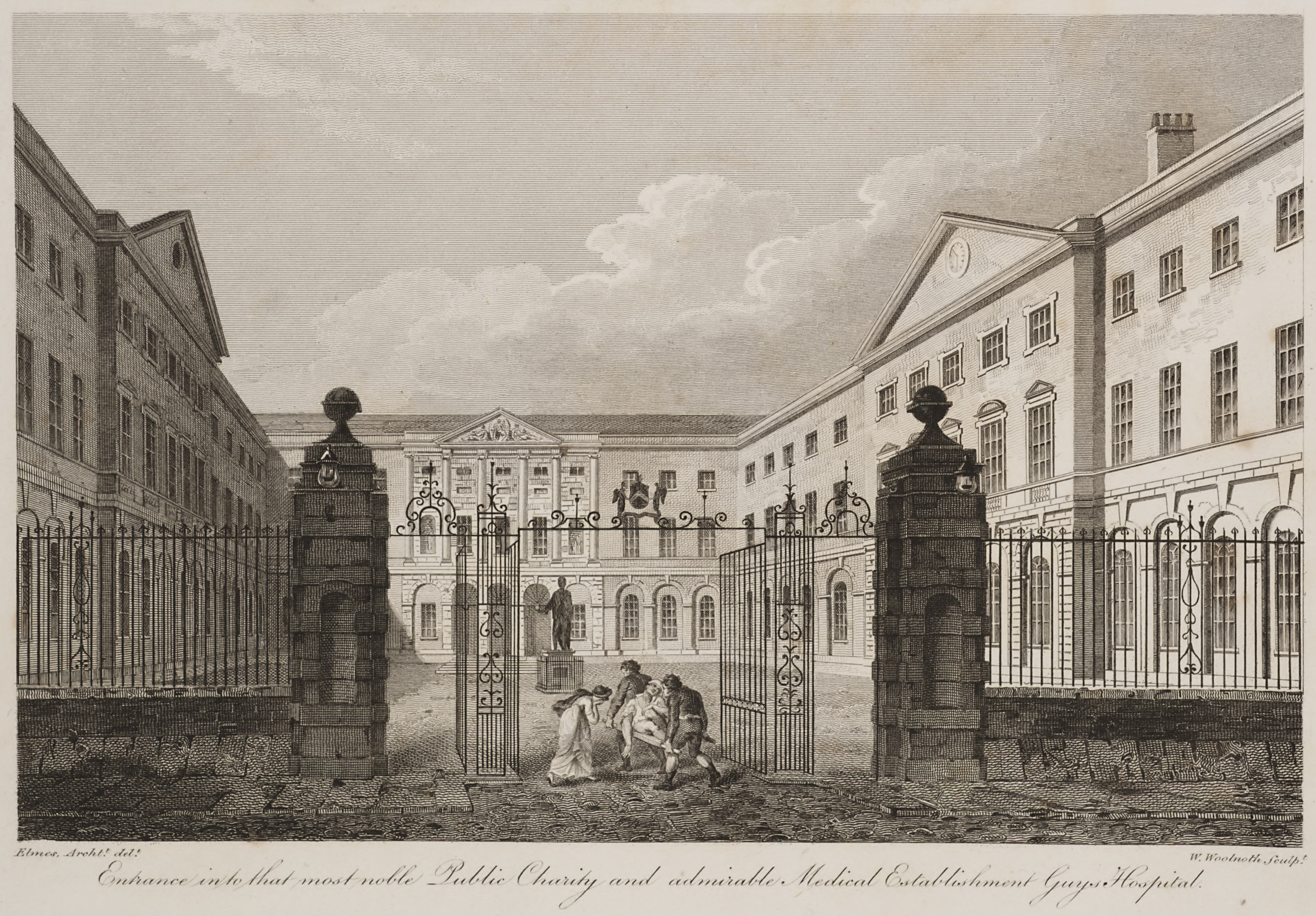
Gravura de 1820 do Guy's Hospital em Londres, um dos primeiros hospitais voluntários a serem estabelecidos, em 1724

No século XVIII, sob a influência da era do Iluminismo, o hospital moderno começou a surgir, atendendo apenas às necessidades médicas e com uma equipe de médicos e cirurgiões treinados. Os enfermeiros eram trabalhadores não treinados. O objetivo era usar métodos modernos para curar os pacientes. Eles prestavam serviços médicos mais restritos e eram fundados por autoridades seculares. Surgiu uma distinção mais clara entre medicina e assistência aos pobres. Nos hospitais, os casos agudos passaram a ser tratados isoladamente, e foram criados departamentos para diferentes categorias de pacientes.
O movimento de hospitais voluntários começou no início do século XVIII, com hospitais sendo fundados em Londres entre as décadas de 1710 e 20, incluindo o Westminster Hospital (1719), promovido pelo banco privado C. Hoare & Co, e o Guy's Hospital (1724), financiado pelo legado do rico comerciante Thomas Guy. Outros hospitais surgiram em Londres e em outras cidades britânicas ao longo do século, muitos pagos por assinaturas privadas. O Bartholomew's, em Londres, foi reconstruído em 1730, e o London Hospital foi inaugurado em 1752.
Esses hospitais representaram um ponto de virada na função da Instituição; eles começaram a evoluir de locais básicos de atendimento aos doentes para se tornarem centros de inovação e descoberta médica e o principal local para a educação e treinamento de futuros profissionais. Alguns dos maiores cirurgiões e médicos da época trabalharam e transmitiram seus conhecimentos nos hospitais. Eles também deixaram de ser meros lares de refúgio para se tornarem instituições complexas de fornecimento de medicamentos e cuidados para os doentes. O Charité foi fundado em Berlim em 1710 pelo rei Frederico I da Prússia em resposta a um surto de peste.
O conceito de hospitais voluntários também se espalhou pela América Colonial; o Hospital Bellevue foi inaugurado em 1736, o Hospital Pennsylvania em 1752, o Hospital New York em 1771 e o Massachusetts General Hospital em 1811. Quando o Hospital Geral de Viena foi inaugurado em 1784 (tornando-se o maior hospital do mundo), os médicos adquiriram uma nova instalação que gradualmente se transformou em um dos mais importantes centros de pesquisa.
Outra inovação beneficente da era do Iluminismo foi o dispensário, que fornecia medicamentos gratuitos aos pobres. O Dispensário de Londres abriu suas portas em 1696 como a primeira clínica desse tipo no Império Britânico. A ideia demorou a pegar até a década de 1770, quando muitas organizações desse tipo começaram a surgir, incluindo o Public Dispensary of Edinburgh (1776), o Metropolitan Dispensary and Charitable Fund (1779) e o Finsbury Dispensary (1780). Também foram abertos dispensários em Nova York em 1771, Filadélfia em 1786 e Boston em 1796.
Em toda a Europa, as escolas de medicina ainda se baseavam principalmente em palestras e leituras. No último ano, os alunos tinham uma experiência clínica limitada, acompanhando o professor nas enfermarias. O trabalho de laboratório era incomum, e as dissecações raramente eram feitas devido a restrições legais sobre cadáveres. A maioria das escolas era pequena e somente Edimburgo, na Escócia, com 11.000 ex-alunos, produzia um grande número de formandos.

## Século XIX
O médico inglês Thomas Percival (1740-1804) escreveu um sistema abrangente de conduta médica, Medical Ethics; or, a Code of Institutes and Precepts, Adapted to the Professional Conduct of Physicians and Surgeons (1803), que estabeleceu o padrão para muitos livros didáticos.

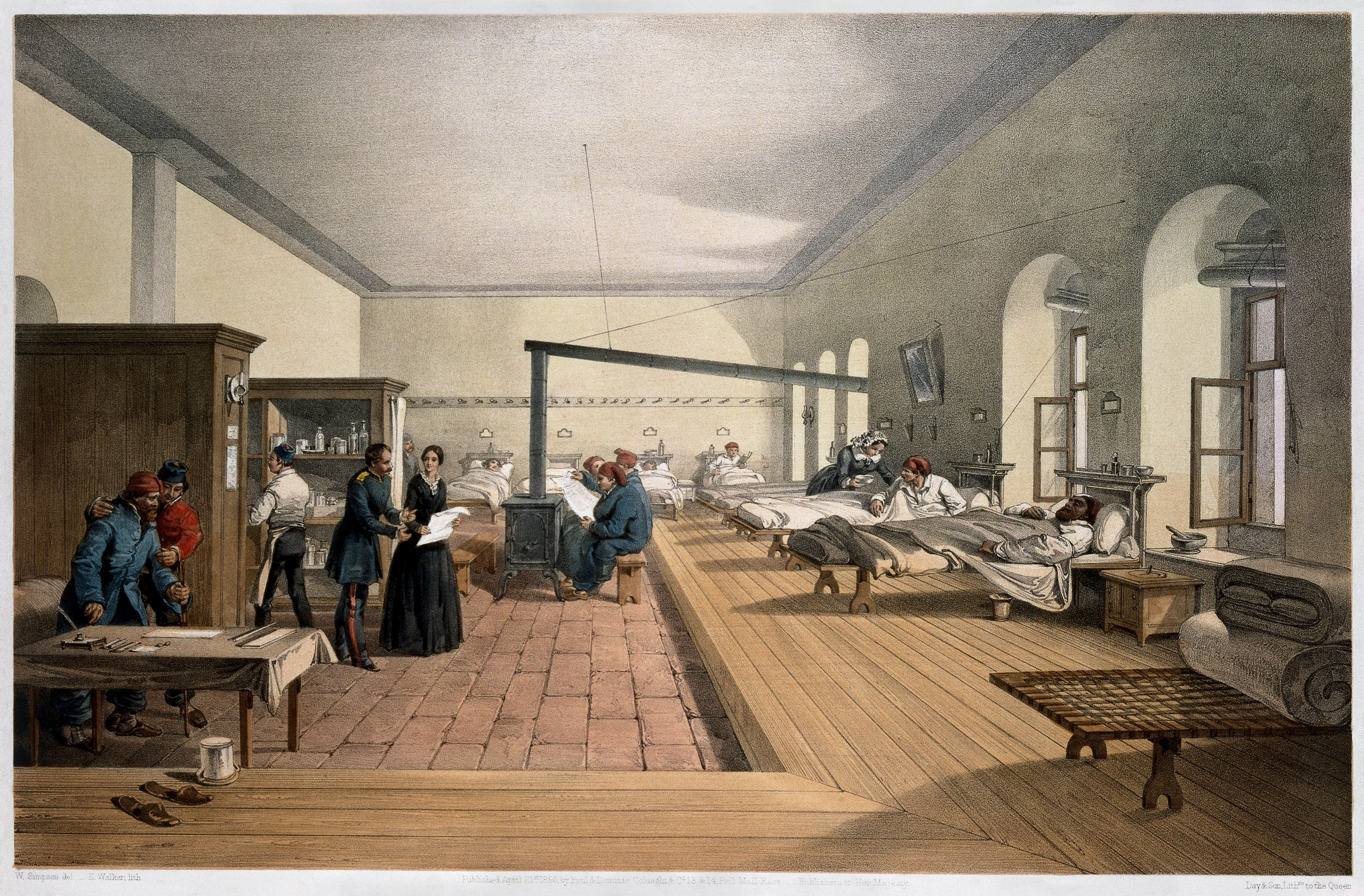
Uma ala do hospital em Uscudar, onde Florence Nightingale trabalhou e ajudou a reestruturar o hospital moderno

Em meados do século XIX, os hospitais e a profissão médica tornaram-se mais profissionalizados, com uma reorganização da gestão hospitalar em linhas mais burocráticas e administrativas. O Apothecaries Act de 1815 tornou obrigatório que os estudantes de medicina praticassem por pelo menos meio ano em um hospital como parte de seu treinamento. Um exemplo dessa profissionalização foi o Charing Cross Hospital, criado em 1818 como "West London Infirmary and Dispensary" com fundos fornecidos pelo Dr. Benjamin Golding. Em 1821, o hospital estava tratando quase 10.000 pacientes por ano e foi transferido para instalações maiores perto de Charing Cross, no centro de Londres. Sua Charing Cross Hospital Medical School foi inaugurada em 1822. Ele se expandiu várias vezes e, em 1866, adicionou uma equipe de enfermagem profissional.
Florence Nightingale foi a pioneira da moderna profissão de enfermagem durante a Guerra da Criméia, quando deu o exemplo de compaixão, compromisso com o atendimento ao paciente e administração hospitalar diligente e atenciosa. O primeiro programa oficial de treinamento de enfermeiras, a Nightingale School for Nurses, foi inaugurado em 1860, com a missão de treinar enfermeiras para trabalhar em hospitais, com os pobres e ensinar.
Nightingale foi fundamental para reformar a natureza do hospital, melhorando os padrões de saneamento e mudando a imagem do hospital de um lugar onde os doentes iam para morrer, para uma instituição dedicada à recuperação e à cura. Ela também enfatizou a importância da medição estatística para determinar a taxa de sucesso de uma determinada intervenção e pressionou por uma reforma administrativa nos hospitais.
Em meados do século XIX, surgiu a Segunda Escola Médica de Viena, com a contribuição de médicos como Carl Freiherr von Rokitansky, Josef Škoda, Ferdinand Ritter von Hebra e Ignaz Semmelweis. A ciência médica básica se expandiu e a especialização avançou. Além disso, foram fundadas em Viena as primeiras clínicas de dermatologia, oftalmologia, bem como de otorrinolaringologia.
Em Roma, onde a hospitalidade era altamente patrimonial graças a uma longa tradição de legados e doações substanciais (Spedalità romane), com um decreto real em 1896, o vasto patrimônio hospitalar foi centralizado em um único órgão: o Pio Istituto di Santo Spirito e Ospedali Riuniti, que se tornou o maior da Europa.
No final do século XIX, o hospital moderno estava começando a tomar forma com a proliferação de uma variedade de sistemas hospitalares públicos e privados. Na década de 1870, os hospitais haviam mais do que triplicado sua média original de 3 000 pacientes. Na Europa continental, os novos hospitais geralmente eram construídos e administrados com recursos públicos. A enfermagem foi profissionalizada na França na virada do século XX. Naquela época, os 1.500 hospitais do país eram operados por 15 000 freiras que representavam mais de 200 ordens religiosas. A política do governo após 1900 era secularizar as instituições públicas e diminuir o papel da Igreja Católica. Esse objetivo político entrou em conflito com a necessidade de manter a melhor qualidade do atendimento médico em instalações antiquadas. As novas escolas de enfermagem operadas pelo governo formaram enfermeiras não religiosas que foram designadas para funções de supervisão. Durante a Primeira Guerra Mundial, uma onda de voluntários patrióticos levou um grande número de mulheres de classe média sem treinamento para os hospitais militares. Elas foram embora quando a guerra terminou, mas o efeito de longo prazo foi aumentar o prestígio da enfermagem. Em 1922, o governo emitiu um diploma nacional de enfermagem.
Nos Estados Unidos, o número de hospitais chegou a 4.400 em 1910, quando eles ofereciam 420.000 leitos, operados por órgãos municipais, estaduais e federais, por igrejas, por organizações autônomas sem fins lucrativos e por empresas com fins lucrativos. Todas as principais denominações construíram hospitais; os 541 hospitais católicos (em 1915) eram administrados principalmente por freiras não remuneradas. Os outros, às vezes, tinham um pequeno quadro de diaconisas como equipe. Os hospitais sem fins lucrativos eram complementados por grandes hospitais públicos nas principais cidades e hospitais de pesquisa, geralmente afiliados a uma faculdade de medicina. O maior sistema hospitalar público dos Estados Unidos é a New York City Health and Hospitals Corporation, que inclui o Bellevue Hospital, o mais antigo hospital dos EUA, afiliado à New York University Medical School.
O National Health Service (Serviço Nacional de Saúde), o principal fornecedor de assistência médica na Grã-Bretanha, foi fundado em 1948 e assumiu o controle de quase todos os hospitais.

### Medicina parisiense
Na virada do século XIX, a medicina de Paris desempenhou um papel importante na formação da medicina clínica. A nova ênfase no exame físico do corpo levou a métodos como percussão, inspeção, palpação, auscultação e autópsia. A situação em Paris era singular devido ao fato de que havia uma concentração muito grande de profissionais médicos em um ambiente muito pequeno, o que permitia um grande fluxo de ideias e a disseminação de inovações. Uma das inovações que surgiram nesse contexto foi o estetoscópio de Laennec. Weiner afirma que a ampla aceitação do estetoscópio provavelmente não teria acontecido em nenhum outro ambiente, e que este permitiu que Laennec transmitisse essa tecnologia para a ávida comunidade médica que havia se reunido ali.
Antes do início do século XIX, havia muitos problemas no sistema médico francês que foram descritos por muitos que buscavam reformar os hospitais, incluindo um cirurgião contemporâneo, Jacques Tenon, em seu livro Memoirs on Paris Hospitals. Alguns dos problemas para os quais Tenon chamou a atenção foram a falta de espaço, a incapacidade de separar os pacientes de acordo com o tipo de doença (inclusive as contagiosas) e os problemas gerais de saneamento. Além disso, a revolução secular levou à nacionalização dos hospitais que antes pertenciam à Igreja Católica e a um pedido de reforma hospitalar que, na verdade, pressionou pela desinstitucionalização da medicina. Isso contribuiu para o estado de desordem em que os hospitais de Paris logo caíram, o que acabou exigindo o estabelecimento de um novo sistema hospitalar delineado na lei de 1794. Essa lei desempenhou um papel importante na revolução da medicina parisiense porque visava a resolver alguns dos problemas enfrentados pelos hospitais de Paris na época.
Primeiro, a lei de 1794 criou três novas escolas em Paris, Montpellier e Estrasburgo devido à falta de profissionais médicos disponíveis para tratar o crescente exército francês. Ela também deu aos médicos e cirurgiões o mesmo status no ambiente hospitalar, enquanto anteriormente os médicos eram considerados intelectualmente superiores. Isso levou à integração da cirurgia na educação médica tradicional, contribuindo para uma nova geração de médicos que se concentrava em patologia, anatomia e diagnóstico. O novo foco em anatomia foi ainda mais facilitado por essa lei, pois garantiu que os estudantes de medicina tivessem corpos suficientes para dissecar. Além disso, a educação patológica foi promovida pelo aumento do uso de autópsias para determinar a causa da morte de um paciente.
Por fim, a lei de 1794 alocou fundos para professores assalariados em tempo integral em hospitais, além de criar bolsas de estudo para estudantes de medicina. De modo geral, a lei de 1794 contribuiu para que o ensino médico deixasse de ser teórico e passasse a ser prático e experimental, tudo em um ambiente hospitalar. Os hospitais se tornaram um centro de aprendizado e desenvolvimento de técnicas médicas, o que se distanciava da noção anterior de hospital como uma área que aceitava pessoas que precisavam de ajuda de qualquer tipo, doentes ou não. Essa mudança era consistente com grande parte da filosofia da época, particularmente com as ideias de John Locke, que pregava que a observação usando os sentidos era a melhor maneira de analisar e entender um fenômeno. Foucalt, no entanto, criticou essa mudança em seu livro The Birth of the Clinic afirmando que isso tirou a atenção do paciente e os objetivou, resultando, em última análise, na perda da narrativa do paciente. Ele argumentou que, a partir desse momento, aos olhos dos médicos, os pacientes perderam sua humanidade e se tornaram mais como objetos para inspeção e exame.
O próximo avanço na medicina parisiense veio com a criação de um sistema de exames que, depois de 1803, passou a ser exigido para o licenciamento de todas as profissões médicas, criando um sistema uniforme e centralizado de licenciamento. Essa lei também criou outra classe de profissionais da saúde, principalmente para aqueles que viviam fora das cidades, que não precisavam passar pelo processo de licenciamento, mas sim por um processo de treinamento mais simples e mais curto.
Outra área influenciada pelos hospitais de Paris foi o desenvolvimento de especializações. A estrutura dos hospitais de Paris permitia que os médicos tivessem mais liberdade para buscar interesses, além de fornecer os recursos necessários. Um exemplo de um médico que usou essa flexibilidade para realizar pesquisas foi Philippe Pinel, que conduziu um estudo de quatro anos sobre a hospitalização e o tratamento de mulheres com problemas mentais no hospital Salpêtriére. Esse foi o primeiro estudo dessa magnitude feito por um médico, e Pinel foi o primeiro a perceber que os pacientes que lidavam com doenças semelhantes poderiam ser agrupados, comparados e classificados.

### Hospitais protestantes

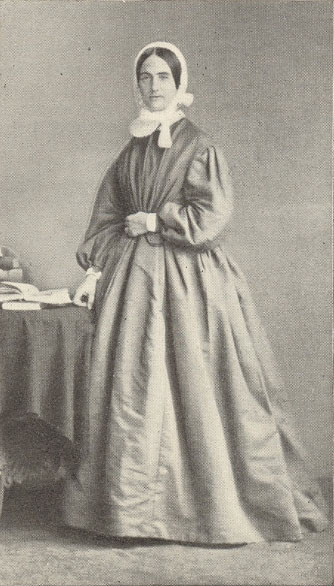
Elizabeth Catherine Ferard, primeira diaconisa da Igreja da Inglaterra

A Igreja Protestante entrou novamente no campo da saúde no século XIX, especialmente com o estabelecimento de ordens de mulheres, chamadas diaconisas, que se dedicavam aos serviços de enfermagem. Esse movimento começou na Alemanha em 1836, quando Theodor Fliedner e sua esposa abriram a primeira casa-mãe de diaconisas em Kaiserswerth, no Reno. Ela se tornou um modelo e, em meio século, havia mais de 5.000 diaconisas na Europa. A Igreja Anglicana nomeou sua primeira diaconisa em 1862. A Instituição North London Deaconess treinou diaconisas para outras dioceses e algumas serviram no exterior.
Em 1849, William Passavant trouxe as primeiras quatro diaconisas para Pittsburgh, nos Estados Unidos, depois de visitar Kaiserswerth. Elas trabalharam na Enfermaria de Pittsburgh (hoje o Passavant Hospital).
Os metodistas americanos fizeram dos serviços médicos uma prioridade a partir da década de 1850. Eles começaram a abrir instituições de caridade, como orfanatos e lares de idosos. Na década de 1880, os metodistas começaram a abrir hospitais nos Estados Unidos, que atendiam pessoas de todas as crenças religiosas. Em 1895, 13 hospitais estavam em funcionamento nas principais cidades.

### Hospitais católicos
Entre as décadas de 1840 e 1880, os católicos da Filadélfia fundaram dois hospitais, para os católicos irlandeses e alemães. Eles dependiam das receitas provenientes do pagamento dos doentes e se tornaram importantes instituições de saúde e bem-estar na comunidade católica. Em 1900, os católicos haviam criado hospitais na maioria das grandes cidades. Em Nova York, os dominicanos, franciscanos, irmãs da caridade e outras ordens criaram hospitais para cuidar principalmente de seu próprio grupo. Em cidades menores, os católicos também criaram hospitais, como o St. Patrick Hospital em Missoula, Montana. As Irmãs da Providência o abriram em 1873. Ele foi parcialmente financiado pelo contrato do condado para cuidar dos pobres e também operava uma escola diurna e um internato. As freiras prestavam assistência de enfermagem, especialmente para doenças infecciosas e lesões traumáticas entre a clientela jovem e predominantemente masculina. Elas também faziam proselitismo com os pacientes para atrair conversos e reintegrar à Igreja os católicos que haviam abandonado a religião. Elas construíram um hospital maior em 1890.
Os hospitais católicos eram, em grande parte, administrados por ordens católicas de freiras e estudantes de enfermagem, até que a população de freiras caiu drasticamente após a década de 1960. A Catholic Hospital Association foi formada em 1915.

### Hospitais chineses
Tradicionalmente, a medicina chinesa dependia de pequenas clínicas particulares e curandeiros individuais até meados do século XVIII, quando hospitais missionários operados por igrejas ocidentais foram estabelecidos pela primeira vez na China. Em 1870, o Tung Wah Hospital em Hong Kong tornou-se o primeiro hospital a oferecer a medicina tradicional chinesa. Após a revolução cultural de 1949, a maioria dos hospitais chineses tornou-se pública.

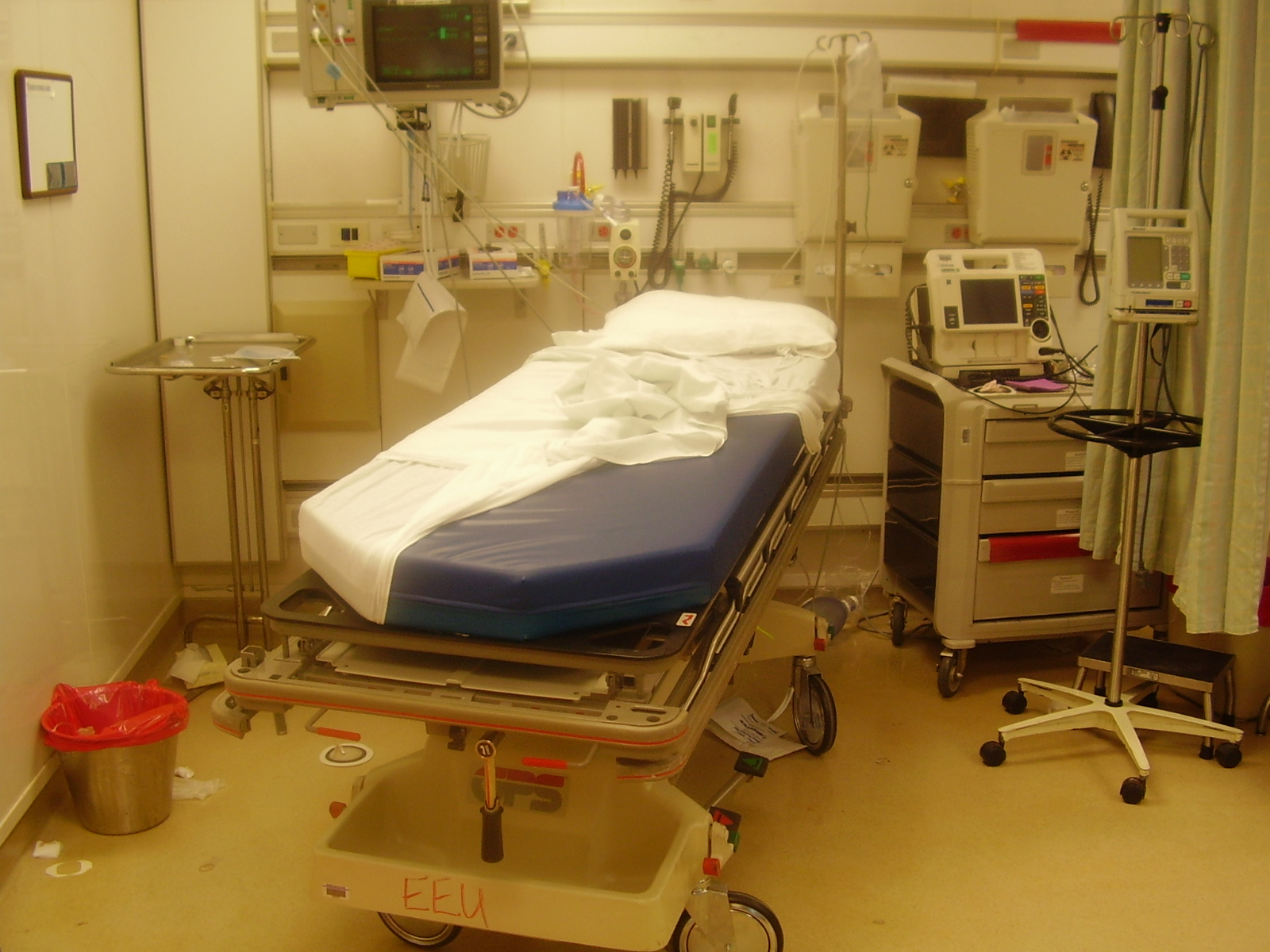
Leito da sala de reanimação após uma intervenção de trauma, mostrando o equipamento altamente técnico dos hospitais modernos

## Séculos XX e XXI
Melhorias na medicina, tecnologia médica, grandes pandemias mundiais em 1918 e 2020 e gerenciamento e consolidação de hospitais foram as principais influências sobre os hospitais durante os séculos XX e XXI.